# Bór bażynowy

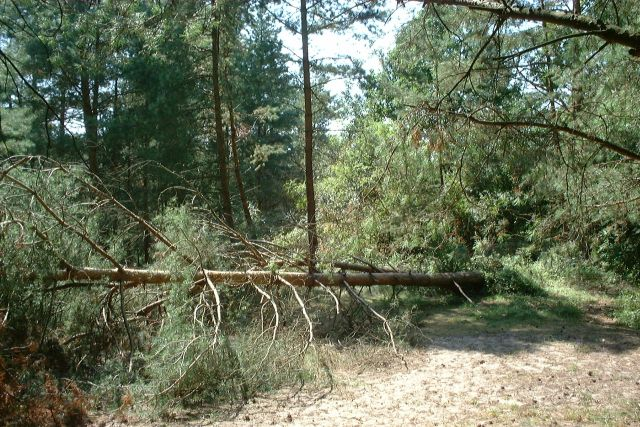
Bór nadmorski w Wolińskim Parku Narodowym.

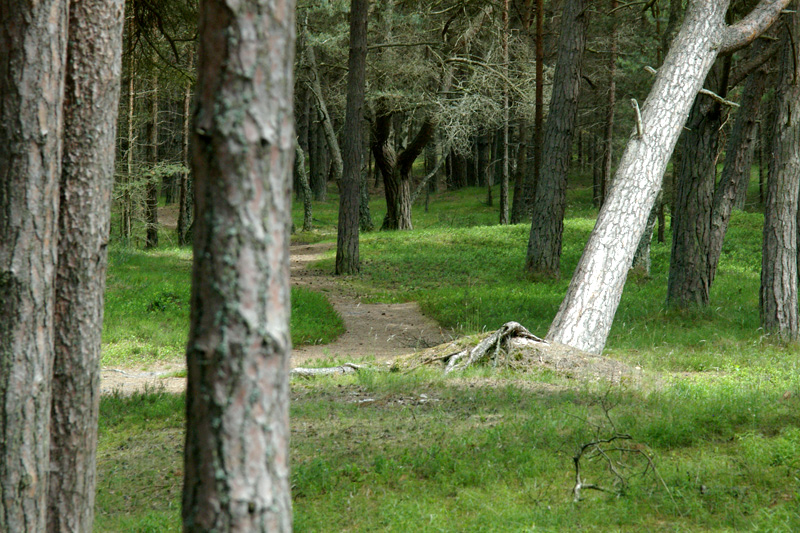
Okolice Dźwirzyna.

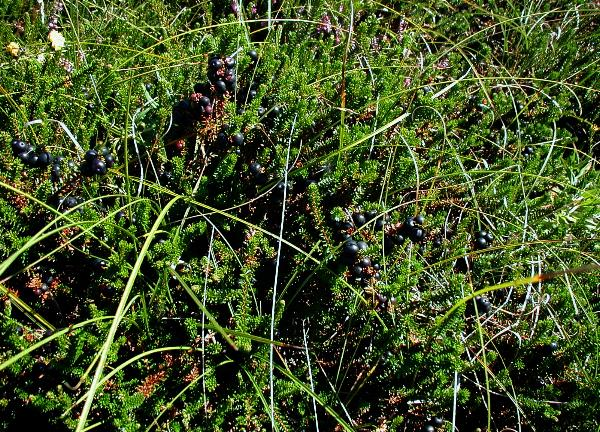
Bażyna czarna (Empetrum nigrum).

Bór bażynowy, nadmorski bór sosnowy, nadmorski bór bażynowy (Empetro nigri-Pinetum Wojt. 1964) – sosnowy bór rosnący na glebach bielicowych wytworzonych z piasków luźnych na nadmorskich wydmach szarych.
Jest to zespół roślinności należący wraz z pozostałymi borami sosnowymi do klasy Vaccinio-Piceetea. Występuje w wąskim pasie wzdłuż brzegu morskiego, zajmując w Polsce ok. 50 km² powierzchni.
Pod względem gospodarczym ma mniejsze znaczenie od borów śródlądowych, drzewa cechują się bowiem niską jakością drewna. Jest to skutek stałych wiatrów nadmorskich, które powodują nieregularny, jednostronny rozwój korony, ich niskie osadzenie i skręcanie konarów. Ze względu na skrajne warunki siedliskowe drzewostan zwykle cechuje się luźnym zwarciem. Zdarza się, że bory takie zasypywane są przez ruchome wydmy, powstaje „martwy las”. W Polsce występuje m.in. w Słowińskim Parku Narodowym i Wolińskim Parku Narodowym.

## Charakterystyka florystyczno-fitosocjologiczna
W borach bażynowych występują gatunki spotykane w innych borach sosnowych oraz specyficzna grupa gatunków wyróżniających, występujących tu szczególnie często i obficie: bażyna czarna (Empetrum nigrum), turzyca piaskowa (Carex arenaria). Gatunkami charakterystycznymi są: tajęża jednostronna (Goodyera repens), listera sercowata (Listera cordata), gruszycznik jednokwiatowy (Moneses uniflora). Warstwa runa jest słabo zwarta, zwłaszcza w miejscach suchych. Dominują krzewinki – poza bażyną, także borówki (Vaccinium myrtillus i Vaccinium vitis-idea), wrzos (Calluna vulgaris), w miejscach wilgotnych wrzosiec bagienny (Erica tetralix) oraz śmiałek pogięty (Deschampsia flexuosa). W warstwie krzewów młodym sosnom zwyczajnym (Pinus sylvestris) towarzyszy jarzębina (Sorbus aucuparia) i wierzba piaskowa (Salix repens ssp. arenaria).
Charakterystyczna kombinacja gatunków
ChCl. : widłoząb miotlasty (Dicranum scoparium), rokietnik pospolity (Pleurozium schreberi), gajnik lśniący (Hylocomium splendens), pszeniec zwyczajny (Melampyrum pratense), piórosz pierzasty (Ptilium crista-castrensis), gruszyczka mniejsza (Pyrola minor), gruszyczka okrągłolistna (Pyrola rotundifolia), pawężnica brodawkowata (Peltigera aphthosa), siódmaczek leśny (Trientalis europaea), borówka czarna (Vaccinium myrtillus), borówka bagienna (Vaccinium uliginosum), borówka brusznica (Vaccinium vitis-idaea).
ChO. : sosna zwyczajna (Pinus sylvestris), chrobotek reniferowy (Cladonia rangiferina), chrobotek leśny (Cladonia arbuscula), widłoząb ciemny (Dicranum fuscescens), widłoząb kędzierzawy (Dicranum polysetum).
ChAll. : pomocnik baldaszkowy (Chimaphila umbellata), widlicz spłaszczony (Diphasiastrum complanatum), korzeniówka pospolita (Monotropa hypopitys), gruszyczka zielonawa (Pyrola chlorantha), jemioła pospolita rozpierzchła (Viscum album ssp. austriacum).
DAss. : bażyna czarna typowa (Empetrum nigrum ssp. nigrum), paprotka zwyczajna (Polypodium vulgare), brodawkowiec czysty (Pseudoscleropodium purum).
ChAss. : tajęża jednostronna (Goodyera repens), zimoziół północny (Linnaea borealis), listera sercowata (Listera cordata), gruszycznik jednokwiatowy (Moneses uniflora).

## Zróżnicowanie
Czynnikiem różnicującym bory są warunki wodne (wilgotność gleby i głębokość występowania wód gruntowych). Na wzniesieniach (wydmach) występują siedliska borów suchych zajmowane przez podzespół chrobotkowy (E.n.-P. cladonietosum) i gruszyczkowy (E.n.-P. pireletosum), w obniżeniach międzywydmowych, na siedliskach borów wilgotnych wykształca się podzespół wrzoścowy (E.n.-P. ericetosum tetralicis). Na siedliskach borów świeżych występuje postać typowa (E.n.-P. typicum), cechująca się silnym rozwojem warstwy mszystej. W miejscach silnie wydeptywanych masowo występuje śmiałek pogięty, ustępują krzewinki, znikają porosty i gatunki charakterystyczne.

## Ochrona
Bór nadmorski ze względu na skalę zagrożeń oraz z powodu walorów krajobrazowych, biocenotycznych (miejsce występowania szeregu rzadko spotykanych i zagrożonych gatunków roślin), glebochronnych oraz z powodu bardzo ograniczonego areału występowania podlega ochronie. W polskim i unijnym prawie bór nadmorski jest chronionym siedliskiem przyrodniczym, a wymóg jego zachowania wiąże się z koniecznością wyznaczenia obszarów Natura 2000 i zakazem pogarszania stanu tego siedliska. Tymczasem w praktyce ogromnym problemem jest uchronienie borów nadmorskich przed silną penetracją związaną z rekreacyjnym wykorzystaniem brzegu morskiego. Dodatkowym problemem jest presja urbanizacyjna szybko rozwijających się miejscowości nadmorskich.
Przykładowe obszary ochronne: Nadmorski bór bażynowy w Mrzeżynie.